# College di William e Mary
Il College di William e Mary (anche The College, William e Mary o W&M) è un'università pubblica sita a Williamsburg (Virginia), negli Stati Uniti. Venne fondata nel 1693 a seguito di autorizzazione reale concessa da re Guglielmo III d'Inghilterra ed è la seconda più antica università degli Stati Uniti dopo Harvard. È una delle due università, insieme alla Rutgers University, che facevano parte degli originali nove colonial colleges a non rientrare nella Ivy League, al contrario le altre sette sono tutte ancora università private.
In essa si sono formate personallità come i presidenti degli Stati Uniti Thomas Jefferson, James Monroe, e John Tyler, oltre ad importanti figure della vita pubblica della nazione come John Marshall, Henry Clay e sedici firmatari della dichiarazione di indipendenza degli Stati Uniti.
Il W&M fondò nel 1776 la Phi Beta Kappa Society, società accademica d'onore che fu la prima scuola a livello universitario degli Stati Uniti ad imporre un codice d'onore agli studenti. Le facoltà di giurisprudenza e medicina vennero fondate nel 1779 facendo di essa una delle prime università degli Stati Uniti.

## Storia
Una scuola a livello universitario, destinata all'insegnamento dei giovani, sia nativi americani sia figli dei coloni europei, fu una delle prime aspirazioni dei leader della colonia di Virginia.
La scuola venne fondata l'8 febbraio 1693 a Middle Plantation, a seguito di concessione reale che recitava: "fare, istituire una scuola di studi universali, una università di teologia, filosofia, lingue, belle arti e scienza... da sostenere e mantenere, nel tempo futuro." Intitolata al nome dei regnanti pro tempore dell'Inghilterra Guglielmo III e Maria II, l'università una delle prime scuole del periodo coloniale. Il primo presidente fu il reverendo James Blair (una investitura a vita che tenne fino alla sua morte nel 1743), che era stato il promotore dell'iniziativa in patria. La William e Mary venne fondata come una istituzione della chiesa anglicana; il rettore doveva essere membro della chiesa anglicana ed i professori dovevano dichiarare fedeltà ai trentanove articoli.
La concessione reale istituì tre facoltà: filosofia morale (logica, retorica, etica) e filosofia (fisica, metafisica e matematica), completava i corsi la scuola di teologia che avrebbe dovuto formare giovani per l'ordinazione sacerdotale nella chiesa anglicana.
Nel 1693, la scuola ottenne un seggio nel parlamento della Virginia e venne deciso che i fondi per la sussistenza della scuola fossero prelevati dalla tassazione del tabacco e dalla vendita delle pellicce. Vennero acquistati i terreni per la costruzione della scuola e nel 1694 venne aperto un edificio temporaneo per dar vita alla scuola.

### Guerra d'indipendenza
Durante il periodo della guerra d'indipendenza americana, venne stabilita in Virginia la libertà di religione e la separazione dei poteri fra Stato e Chiesa dal 1776. Il futuro presidente degli Stati Uniti James Madison fu una figura chiave nella transizione verso la libertà di religione in Virginia e il vescovo James Madison e Thomas Jefferson aiutarono William e Mary a realizzare la transizione. L'università inserì i nuovi corsi di legge e medicina e venne eliminata la facoltà di teologia presente nella precedente scuola confessionale.

### Guerra di secessione, ricostruzione, XX secolo

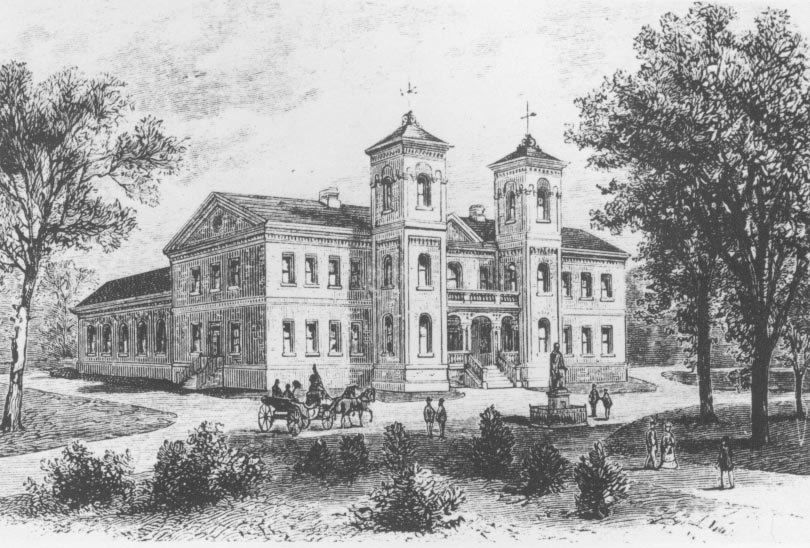
L'edificio Wren dell'università nel 1859

All'inizio della guerra di secessione americana (1861-1865), gli arruolamenti nell'esercito confederato ridussero drasticamente il numero degli studenti e il 10 maggio 1861 le facoltà decisero la chiusura temporanea dell'università fino alla fine della guerra. L'edificio Wren venne utilizzato prima come caserma e poi come ospedale, dai Confederati prima e dagli unionisti dopo la presa di Williamsburg. Questi ultimi incendiarono poi l'edificio per evitare che potesse ricadere in mano ai Confederati e l'occupazione durò fino al settembre 1865.
Dopo la fine della guerra, sotto la presidenza di Benjamin Stoddert Ewell, la scuola riaprì nel 1869 con fondi personali del presidente, ma, per il mancato arrivo di altri fondi, essa andò incontro ad una chiusura temporanea nel 1882. Nel 1888, la William e Mary riprese la sua attività con fondi messi a disposizione dallo stato della Virginia. Durante questo periodo gli studenti passarono dai 104 del 1889 ai 1.269 del 1932.
A seguito dell'interessamento di W.A.R. Goodwin, l'edificio Wren, la casa del presidente e l'edificio Brafferton, vennero restaurati divenendo parte dell'attuale Colonial Williamsburg.